# Čamovce
Čamovce és un poble i municipi d'Eslovàquia. Es troba a la regió de Banská Bystrica. La primera menció escrita de la vila es remunta al 1240.

## Demografia
| Godina             | 1994 | 2004   | 2014    | 2024   |
| ------------------ | ---- | ------ | ------- | ------ |
| Nombre de persones | 520  | 518    | 610     | 569    |
| Diferència         |      | −0,38% | +17,76% | −6,72% |

| Godina             | 2023 | 2024   |
| ------------------ | ---- | ------ |
| Nombre de persones | 568  | 569    |
| Diferència         |      | +0,17% |